# هویت دوگانه (فیلم)
هویت دوگانه (به انگلیسی: Double Identity) فیلمی محصول سال ۲۰۰۹ و به کارگردانی دمیس دمیستر است. در این فیلم بازیگرانی همچون وال کیلمر، ایزابلا میکو، جولین وادهام، هریستو شوپوف، مایکل کرانین، ولنتاین پلکا، زاخاری باخاروف و ولادیمیر کولوف ایفای نقش کرده‌اند.